# Dan Frazer
Daniel Thomas Frazer (New York, 20 novembre 1921 – New York, 16 dicembre 2011) è stato un attore statunitense.

## Biografia
È noto al grande pubblico per l'interpretazione del capitano Frank McNeil nella serie televisiva degli anni '70 Kojak. Prese parte interpretando ruoli di supporto anche ad alcuni film diretti da Woody Allen. Nato nel West Side di Manhattan noto come Hell's Kitchen, iniziò la carriera di attore nel 1950. Le sue apparizioni televisive comprendono tra le altre The Phil Silvers Show, Car 54, Where Are You?, Gli intoccabili, Route 66, Blue Light, F.B.I., Barney Miller, The Eddie Capra Mysteries e Law & Order. Il suo primo ruolo cinematografico fu quello di padre Murphy in I gigli del campo (1963). Negli ultimi anni Frazer apparve nel ruolo del detective Dan McCloskey nella soap opera Così gira il mondo. Morì per arresto cardiaco il 16 dicembre 2011, nella sua casa di Manhattan.

## Filmografia

### Cinema
- I gigli del campo (Lilies of the Field), regia di Ralph Nelson (1963)
- Lord Love a Duck, regia di George Axelrod (1966)
- Sinfonia di guerra (Counterpoint), regia di Ralph Nelson (1967)
- Prendi i soldi e scappa (Take the Money and Run), regia di Woody Allen (1969)
- Tick... tick... tick... esplode la violenza (...tick...tick...tick...), regia di Ralph Nelson (1970)
- Il dittatore dello stato libero di Bananas (Bananas), regia di Woody Allen (1971)
- ...e tutto in biglietti di piccolo taglio (Fuzz), regia di Richard Colla (1972)
- The Stoolie, regia di John G. Avildsen e George Silano (1972)
- Cleopatra Jones: licenza di uccidere (Cleopatra Jones), regia di Jack Starrett (1973)
- The Super Cops, regia di Gordon Parks (1974)
- 10 secondi per fuggire (Breakout), regia di Tom Gries (1975)
- Flodders in America, regia di Dick Maas (1992)
- Harry a pezzi (Deconstructing Harry), regia di Woody Allen (1997)
- The Kings of Brooklyn, regia di Lance Lane (2004)
- Fireflies, regia di Stephan Lacant (2006)

### Televisione
- Outlaws – serie TV, episodio 1x10 (1960)
- The Andy Griffith Show – serie TV (1961)
- Assistente sociale (East Side/West Side) – serie TV, episodio 1x25 (1964)
- Il reporter (The Reporter) – serie TV, episodio 1x07 (1964)
- Honey West – serie TV, episodio 1x14 (1965)
- F.B.I. (The F.B.I.) – serie TV, 3 episodi (1966-1967)
- I sentieri del west (The Road West) – serie TV, episodio 1x28 (1967)
- Kojak – serie TV, 117 episodi (1973-1978)
- Kojak: Assassino a piede libero (Kojak: The Belarus File) – film TV (1985)
- Così gira il mondo (As the World Turns) – serie TV (1986–1996)

## Doppiatori italiani
- Dario Penne in Kojak, Kojak: Assassino a piede libero
- Emilio Cigoli in Cleopatra Jones: licenza di uccidere
- Gianni Vagliani in Harry a pezzi
- Franco Vaccaro in Law & Order: Criminal Intent